# Hideyuki Fujisawa
Hideyuki Fujisawa (藤沢秀行 in giapponese), noto anche come Shuko Fujisawa (Yokohama, 14 giugno 1925 – Tokyo, 8 maggio 2009) è stato un goista giapponese.
Hideyuki Fujisawa è stato fra i migliori giocatori della sua epoca, uno dei "Tre Corvi" assieme a Yamabe Toshiro e Keizo Suzuki (e più tardi Takeo Kajiwara).
Fujisawa godeva di cattiva fama: le sue abitudini molto controverse lo portavano a bere, scommettere e ad essere un negoziante di beni immobiliari di successo. Oltre alla sua abilità nel Go, era noto per le sue calligrafie che sono state esposte in varie occasioni. Nella sua autobiografia ha ammesso che preferiva essere chiamato Hideyuki, anche se non era un problema che lo chiamassero generalmente Shuko.

## Biografia
Fujisawa Shuko divenne professionista nel 1940 e raggiunse il grado di 9 dan nel 1963. Negli anni 60 collezionò una serie di titoli importanti: Meijin nel 1962, Asahi Pro Best Ten nel 1965 e nel 1968, Ōza per tre anni consecutivi dal 1967 al 1969.  Nel 1970 perse il titolo di Oza, ma vinse la NHK Cup e nuovamente il Meijin. Seguirono anni senza vittoria importanti e nel 1976 riuscì a vincere il titolo di Tengen, mentre si aggiudicò nuovamente la NHK Cup solamente nel 1981. 
Con il Tengen mise fine al periodo critico della sua carriera e, nello stesso anno, vinse il  Kisei che, con grande sorpresa dei suoi detrattori, mantenne per sei anni di fila, dal 1976 al 1982. Fujisawa era criticato dal pubblico e si diceva che bevesse per nove mesi all'anno, prima di disintossicarsi in vista della difesa del Kisei a fine anno. All'inizio degli anni 80, quando Fujisawa era all'apice della sua carriera, il titolo di Kisei gli venne strappato da Cho Chikun nel 1982. Fujisawa  vinse le prime tre partite, controllando il gioco di Cho: sembrava che si stesse per aggiudicare il titolo per il settimo anno consecutivo. Ma Cho rimontò e vinse le ultime quattro partite, con Fujisawa che fece un errore grossolano, mentre aveva il vantaggio, nella settima partita. In seguito alle sue vittorie consecutive del Kisei, la Nihon-Kiin gli assegnò il titolo di "Kisei Onorario". 
Fujisawa era riconosciuto per giocare aperture (fuseki) molto flessibili ma anche per commettere degli errori (poka) più avanti nella partita. Il detto che circolava allora era che Fujisawa Shuko giocasse le migliori 50 mosse, punto.
Dopo la sconfitta al Kisei, non avrebbe vinto altri titoli fino a 10 anni più tardi. Vinse l'Oza e lo mantenne per due edizioni quando aveva 67 anni; stabilì allora il record del giocatore più anziano a difendere un titolo. Si ritirò dal go nell'ottobre 1998, all'età di 74 anni. L'anno successivo venne espulso dalla Nihon Ki-in per vendere diplomi a giocatori non professionisti in protesta a quelle che lui reputava fosse una politica impropria della Ki-in. La frattura venne ricomposta nel giugno 2003 e Fujisawa venne riammesso nella federazione.
Morì a Tokyo di una  broncopolmonite l'8 maggio 2009.

## Titoli
| Competizioni        | Vittorie                  | Finali                     |
| ------------------- | ------------------------- | -------------------------- |
| Meijin              | 2 (1962, 1970)            | 4 (1963, 1964, 1971, 1972) |
| Kisei               | 6 (1977-1982)             | 1 (1983)                   |
| Ōza                 | 5 (1967-1969, 1991, 1992) | 2 (1970, 1993)             |
| Tengen              | 1 (1975)                  | 1 (1978)                   |
| Coppa NHK           | 2 (1968, 1980)            | 3 (1962, 1963, 1965)       |
| Hayago Championship | 1 (1968)                  | 1 (1978)                   |
| Asahi Top Position  | 1 (1960)                  | 1 (1961)                   |
| Asahi Pro Best Ten  | 2 (1965, 1968)            |                            |
| Totale              | 20                        | 13                         |